# Conrad Martin
Conrad Martin (* 25. Oktober 1982 in Toronto, Ontario) ist ein kanadischer Eishockeyspieler, der seit 2009 bei KHL Medveščak Zagreb in der Österreichischen Eishockey-Liga unter Vertrag steht.

## Karriere
Conrad Martin begann seine Karriere als Eishockeyspieler bei den Wexford Raiders, für die er von 2000 bis 2002 in der Ontario Junior Hockey League aktiv war. Anschließend spielte der Verteidiger vier Jahre lang für die Mannschaft des Mercyhurst College, ehe er gegen Ende der Saison 2005/06 sein Debüt im professionellen Eishockey für die San Diego Gulls aus der ECHL gab. Nachdem diese im Anschluss an die Spielzeit aufgelöst wurden, schloss er sich deren Ligarivalen Cincinnati Cyclones an, für den er in den folgenden zwei Jahren auflief, wobei er einen Großteil der Saison 2007/08 bei deren Kooperationspartner Hamilton Bulldogs in der American Hockey League verbrachte.
Nachdem Martin auch die Saison 2008/09 bei den Cincinnati Cyclones aus der ECHL begonnen hatte, wurde er vom HK Jesenice verpflichtet, für den er bis Saisonende parallel in der Österreichischen Eishockey-Liga und der Slowenischen Eishockeyliga auf dem Eis stand und mit dem er 2009 auf Anhieb Slowenischer Meister wurde. Für die Saison 2009/10 unterschrieb der Kanadier bei deren Ligarivalen KHL Medveščak Zagreb, der vor der Saison neu in die Österreichische Eishockey-Liga aufgenommen wurde.

## Erfolge und Auszeichnungen
- 2008 Kelly-Cup-Gewinn mit den Cincinnati Cyclones
- 2009 Slowenischer Meister mit dem HK Jesenice

## Statistik
(Stand: Ende der Saison 2008/09)